# 乔装

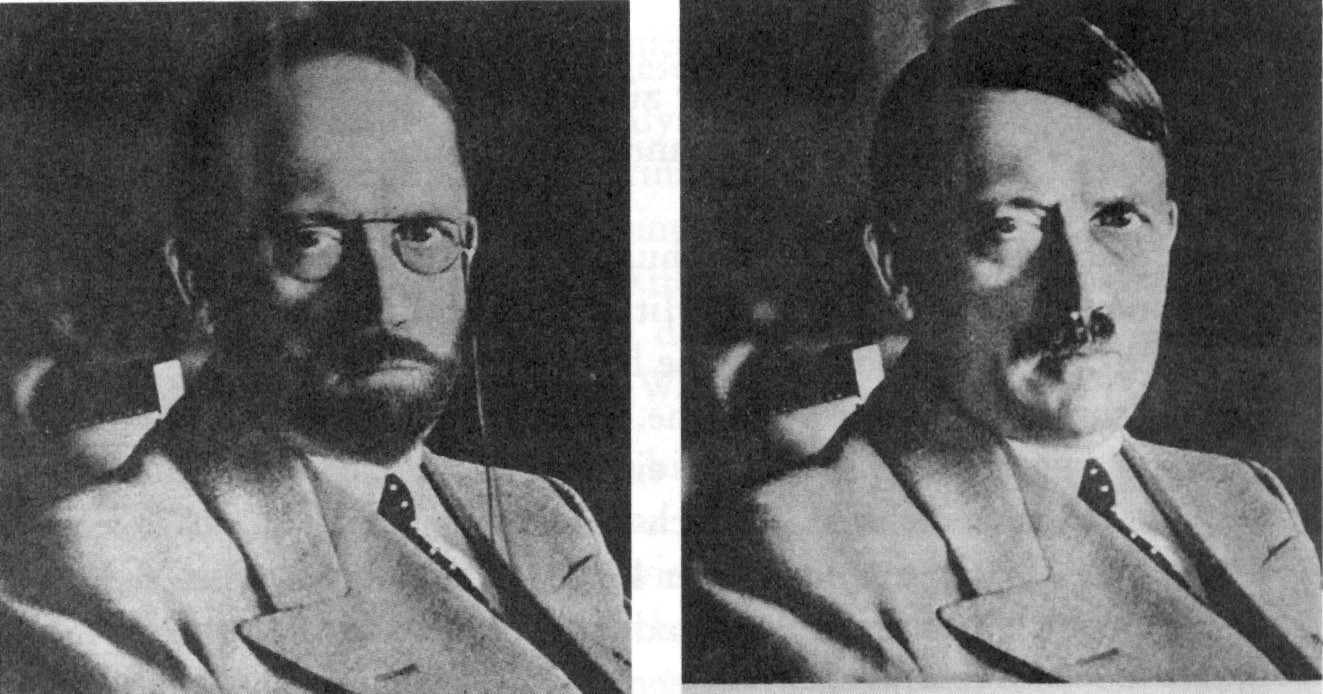

乔装、变装、化装，就是为了掩饰自己的真实身份，而改变容貌和服装等。
在漫画书和超级英雄故事中，乔装被用来隐藏秘密身份，对普通人隐藏特殊权力。例如，超人冒充克拉克·肯特，而蜘蛛侠则把自己乔装成一身服装，这样就不能被认作彼得·帕克。福尔摩斯常常把自己乔装成别人，以免被人认出。例如，为了避免在荒野上被发现，他穿上小贩的衣服，以便在巴斯克维尔猎犬号上完成调查工作，或者作为一名印度水手，以便他能与莫里亚蒂教授谈论他在福尔摩斯的邪恶计划和秘密武器。在科幻小说中，外星人经常穿上“人类套装”乔装成人类的样子。在史诗中，奥德修斯用乞丐的乔装来考验他从10年航程中归来的家人和仆人的忠诚。乔装有时被用于犯罪活动和间谍活动，是侦探小说和间谍小说的共同趋势。在莫里斯·勒布朗的故事中，阿森·卢平是令人恐惧的，因为他具有极端的乔装能力；这是卢平的标志。粘土骆驼，魔术师的敌人之一，被认为是乔装的大师，因为他能够模仿任何人，并能在几秒钟内改变他的外表。